# Ankinovitxita
L'ankinovitxita o ankinovichita és un mineral de la classe dels fosfats. Rep el seu nom en honor de Iekaterina Ankinóvitx (1911-1991) i Stepan Guerassimóvitx Ankinóvitx (1912-1985) per la seva tasca en dipòsits de vanadi asiàtics.

## Característiques
L'ankinovitxita és un fosfat de fórmula química NiAl₄(V⁵⁺O₃)₂(OH)₁₂(H₂O)₂. Cristal·litza en el sistema monoclínic formant cristalls aplanats i tabulars. La seva duresa a l'escala de Mohs es troba entre 2,5 i 3. Segons la classificació de Nickel-Strunz, l'ankinovitxita pertany a «08.FE - Polifosfats, Poliarseniats, [4]-Polivanadats: ino-[4]-vanadats» juntament amb l'alvanita, de la qual és l'anàleg amb níquel.

## Formació i jaciments
És un mineral hidrotermal de baixa temperatura. Es troba en forma de sobrecreixements sobre alvanita en esquists que contenen vanadi; també es troba en fractures i com a ciment en fragments d'esquists en matriu de serpentinita. Sol trobar-se associada a altres minerals com: alvanita, volborthita, carnotita, al·lòfana, goethita, kolovratita, nickelalumita, metatyuyamunita, roscoelita, tangeïta o guix. Se n'ha trobat a la muntanya Kara-Chagyr, a Fergana (Kirguizstan), i al dipòsit de vanadi de Kurumsak, Aksumbe (Kazakhstan). Tots dos indrets es consideren colocalitats tipus d'aquesta espècie.